# Стадион Беира Рио
Стадион Беира Рио је стадион у граду Порто Алегре у Бразилу. Стадион је отворен 1969, а реновиран је 2013. године за Светско првенствo у фудбалу 2014..